# Indy NXT 2023
Navigation
2022 2024
L'Indy NXT Firestone Series 2023, aussi connu sous le nom de Indy NXT 2023, est la 37e édition du championnat de course automobile monoplace Indy NXT et la 21e sous l'égide d'IndyCar. Servant de principale série de soutien au championnat IndyCar, cette compétition, connue auparavant sous le nom d'Indy Lights, a été rebaptisée en 2023 après son acquisition en 2022 par Penske Entertainment, propriétaire de l'IndyCar Series. Cette refonte a coïncidé avec le changement de l’identité visuelle des trois séries de soutien inférieures, toujours organisées par Anderson Promotions.
Linus Lundqvist, le champion en titre de l'Indy Lights 2022, est devenu un agent libre après la saison, ce qui l'a empêché de défendre son titre. C'est Christian Rasmussen qui a succédé à Lundqvist en tant que premier champion de l'Indy NXT, après avoir décroché cinq victoires et neuf podiums au cours de la saison. Son équipe, HMD Motorsports avec Dale Coyne Racing, a remporté le championnat des équipes.

## Contexte de pré-saison
- Le 22 juin 2022, il a été annoncé qu'après sept saisons, Cooper Tires serait remplacé par Firestone en tant que fournisseur de pneus[3].
- Dans le cadre du changement d'identité visuelle, la structure des prix a été modifiée. Le champion a reçu une somme de 850 000 dollars destinée à financer des essais sur le circuit de Texas Motor Speedway et d'Indianapolis Motor Speedway, ainsi que pour participer à l'édition 2024 des 500 Miles d'Indianapolis et à une autre course d'IndyCar. Les pilotes ayant terminé à la deuxième et troisième place du championnat ont respectivement reçu 125 000 et 65 000 dollars[4].

## Pilotes et Ecuries
| Ecuries                                | No. | Pilotes                | Manches     |
| -------------------------------------- | --- | ---------------------- | ----------- |
| Abel Motorsports,                      | 51  | Jacob Abel             | Toutes      |
| Abel Motorsports,                      | 55  | Francesco Pizzi R      | 9–10, 13–14 |
| Abel Motorsports,                      | 57  | Colin Kaminsky R       | 1–6, 10–11  |
| Abel Motorsports,                      | 57  | Yuven Sundaramoorthy R | 9, 12–14    |
| Andretti Autosport                     | 26  | Louis Foster R         | Toutes      |
| Andretti Autosport                     | 27  | Hunter McElrea         | Toutes      |
| Andretti Autosport                     | 28  | Jamie Chadwick R       | Toutes      |
| Andretti Autosport                     | 29  | James Roe Jr.          | Toutes      |
| Cape Motorsports                       | 47  | Enaam Ahmed R          | 1–7         |
| Cape Motorsports                       | 47  | Matthew Brabham        | 9           |
| Cape Motorsports                       | 47  | Kiko Porto R           | 10, 13–14   |
| Cape Motorsports                       | 98  | Jagger Jones R         | 1–10, 12-14 |
| HMD Motorsports                        | 14  | Josh Pierson R         | 1, 3, 6–12  |
| HMD Motorsports                        | 14  | Toby Sowery            | 2, 4–5      |
| HMD Motorsports                        | 21  | Kyffin Simpson         | 1–10, 12–14 |
| HMD Motorsports with Dale Coyne Racing | 3   | Josh Green R           | 1–6         |
| HMD Motorsports with Dale Coyne Racing | 6   | Christian Rasmussen    | Toutes      |
| HMD Motorsports with Dale Coyne Racing | 7   | Christian Bogle        | Toutes      |
| HMD Motorsports with Dale Coyne Racing | 10  | Rasmus Lindh           | 1           |
| HMD Motorsports with Dale Coyne Racing | 10  | Reece Gold R           | 3–14        |
| HMD Motorsports with Dale Coyne Racing | 39  | Nolan Siegel R         | Toutes      |
| HMD Motorsports with Dale Coyne Racing | 68  | Danial Frost           | Toutes      |
| HMD Motorsports with Force Indy        | 99  | Ernie Francis Jr.      | 1–2, 4–14   |
| Juncos Hollinger Racing                | 75  | Matteo Nannini R       | 1–7         |
| Juncos Hollinger Racing                | 75  | Matthew Brabham        | 8, 11       |
| Juncos Hollinger Racing                | 75  | Victor Franzoni        | 9–10, 12–14 |
| Juncos Hollinger Racing                | 76  | Reece Gold R           | 1–2         |
| Juncos Hollinger Racing                | 76  | Rasmus Lindh           | 3–11        |
| Juncos Hollinger Racing                | 76  | Matthew Brabham        | 12–14       |

### Changement d'écuries
- En juillet 2022, Cape Motorsports, une équipe de longue date en USF2000 connue pour son succès constant, a annoncé son entrée en Indy NXT pour la saison 2023[15]. L'équipe avait remporté le championnat des pilotes USF2000 en 2022 avec Michael d'Orlando.
- En septembre 2022, Juncos Hollinger Racing a annoncé son retour dans la série, après avoir fait l'impasse sur la saison 2022 afin de se concentrer sur leur engagement en IndyCar[32].
- En octobre 2022, Force Indy a annoncé une collaboration avec HMD Motorsports pour cogérer l'engagement de la voiture n°99 sous le nom de "HMD Motorsports with Force Indy"[31].

## Calendrier
Le calendrier a été publié le 3 novembre 2022, avec pour seul changement mineur par rapport à la saison précédente le déplacement de la manche de Détroit de Belle Isle au centre-ville de Détroit. Une petite mise à jour du calendrier a été annoncée le 22 février 2023 : la double épreuve d'Indianapolis a été modifiée, avec une course programmée lors du week-end du GMR Grand Prix et l'autre déplacée au week-end de la Verizon 200 de la NASCAR Cup Series en août.
| Rd. | Date              | Nom de la course                                   | Circuit                                   | Lieux                   |
| --- | ----------------- | -------------------------------------------------- | ----------------------------------------- | ----------------------- |
| 1   | 5 mars            | Indy NXT by Firestone Grand Prix de St. Petersburg | R Streets of St. Petersburg               | St. Petersburg, Floride |
| 2   | 30 avril          | Indy NXT by Firestone Grand Prix d'Alabama         | R Barber Motorsports Park                 | Birmingham, Alabama     |
| 3   | 13 Mai            | Indy NXT by Firestone Grand Prix d'Indianapolis    | R Indianapolis Motor Speedway Road Course | Speedway, Indiana       |
| 4   | 3 et 4 juin       | Indy NXT by Firestone Detroit Grand Prix           | R Detroit Street Circuit                  | Détroit, Michigan       |
| 5   | 3 et 4 juin       | Indy NXT by Firestone Detroit Grand Prix           | R Detroit Street Circuit                  | Détroit, Michigan       |
| 6   | 18 juin           | Indy NXT by Firestone Grand Prix at Road America   | R Road America                            | Elkhart Lake, Wisconsin |
| 7   | 2 juillet         | Indy NXT by Firestone Grand Prix at Mid-Ohio       | R Mid-Ohio Sports Car Course              | Lexington, Ohio         |
| 8   | 22 juillet        | Indy NXT by Firestone à l'Iowa Speedway            | O Iowa Speedway                           | Newton, Iowa            |
| 9   | 6 aout            | Indy NXT by Firestone Music City Grand Prix        | R Nashville Street Circuit                | Nashville, Tennessee    |
| 10  | 11 aoout          | Indy NXT by Firestone Grand Prix d'Indianapolis    | R Indianapolis Motor Speedway Road Course | Speedway, Indiana       |
| 11  | 26 aout           | Indy NXT by Firestone OUTFRONT Showdown            | O World Wide Technology Raceway           | Madison, Illinois       |
| 12  | 3 septembre       | Indy NXT by Firestone Grand Prix de Portland       | R Portland International Raceway          | Portland, Oregon        |
| 13  | 9 et 10 septembre | Indy NXT by Firestone Grand Prix de Monterey       | R WeatherTech Raceway Laguna Seca         | Monterey, Californie    |
| 14  | 9 et 10 septembre | Indy NXT by Firestone Grand Prix de Monterey       | R WeatherTech Raceway Laguna Seca         | Monterey, Californie    |

## Résultats
| Manche | Circuit                                 | Pole position       | Meilleur tours      | Plus de tours menés | Vainqueur           | Vainqueur                              |
| Manche | Circuit                                 | Pole position       | Meilleur tours      | Plus de tours menés | Pilote              | Ecurie                                 |
| ------ | --------------------------------------- | ------------------- | ------------------- | ------------------- | ------------------- | -------------------------------------- |
| 1      | Streets of St. Petersburg               | Louis Foster        | Christian Rasmussen | Jacob Abel          | Danial Frost        | HMD Motorsports with Dale Coyne Racing |
| 2      | Barber Motorsports Park                 | Christian Rasmussen | Christian Rasmussen | Christian Rasmussen | Christian Rasmussen | HMD Motorsports with Dale Coyne Racing |
| 3      | Indianapolis Motor Speedway Road Course | Matteo Nannini      | Matteo Nannini      | Matteo Nannini      | Matteo Nannini      | Juncos Hollinger Racing                |
| 4      | Detroit Street Circuit                  | Louis Foster        | Hunter McElrea      | Reece Gold          | Reece Gold          | HMD Motorsports with Dale Coyne Racing |
| 5      | Detroit Street Circuit                  | Louis Foster        | Hunter McElrea      | Nolan Siegel        | Nolan Siegel        | HMD Motorsports with Dale Coyne Racing |
| 6      | Road America                            | Kyffin Simpson      | Nolan Siegel        | Nolan Siegel        | Nolan Siegel        | HMD Motorsports with Dale Coyne Racing |
| 7      | Mid-Ohio Sports Car Course              | Christian Rasmussen | Christian Rasmussen | Christian Rasmussen | Louis Foster        | Andretti Autosport                     |
| 8      | Iowa Speedway                           | Jacob Abel          | Louis Foster        | Christian Rasmussen | Christian Rasmussen | HMD Motorsports with Dale Coyne Racing |
| 9      | Nashville Street Circuit                | Christian Rasmussen | Hunter McElrea      | Christian Rasmussen | Christian Rasmussen | HMD Motorsports with Dale Coyne Racing |
| 10     | Indianapolis Motor Speedway Road Course | Hunter McElrea      | Louis Foster        | Hunter McElrea      | Hunter McElrea      | Andretti Autosport                     |
| 11     | World Wide Technology Raceway           | Christian Rasmussen | Hunter McElrea      | Christian Rasmussen | Christian Rasmussen | HMD Motorsports with Dale Coyne Racing |
| 12     | Portland International Raceway          | Louis Foster        | Nolan Siegel        | Louis Foster        | Louis Foster        | Andretti Autosport                     |
| 13     | WeatherTech Raceway Laguna Seca         | Hunter McElrea      | Christian Rasmussen | Hunter McElrea      | Hunter McElrea      | Andretti Autosport                     |
| 14     | WeatherTech Raceway Laguna Seca         | Christian Rasmussen | Christian Rasmussen | Christian Rasmussen | Christian Rasmussen | HMD Motorsports with Dale Coyne Racing |

## Classement des pilotes

### Championnat pilote
Système de points
| Position | 1st | 2nd | 3rd | 4th | 5th | 6th | 7th | 8th | 9th | 10th | 11th | 12th | 13th | 14th | 15th | 16th | 17th | 18th | 19th | 20th |
| Points   | 50  | 40  | 35  | 32  | 30  | 28  | 26  | 24  | 22  | 20   | 19   | 18   | 17   | 16   | 15   | 14   | 13   | 12   | 11   |      |

- Le pilote qui s'est qualifié en pole position recevait un point supplémentaire.
- Chaque pilote ayant mené au moins un tour recevait un point bonus, tandis que celui ayant mené le plus grand nombre de tours obtenait deux points.

| Pos | Pilotes                | STP | ALA | IMS1 | DET | DET | ROA | MOH | IOW | NSH  | IMS2 | GAT  | POR | LAG | LAG | Points |
| --- | ---------------------- | --- | --- | ---- | --- | --- | --- | --- | --- | ---- | ---- | ---- | --- | --- | --- | ------ |
| 1   | Christian Rasmussen    | 4   | 1L* | 5    | 9   | 2   | 19  | 3L* | 1L* | 11L* | 6    | 11L* | 5   | 2   | 1L* | 539    |
| 2   | Hunter McElrea         | 5   | 13  | 4    | 7L  | 4   | 3   | 4   | 5   | 2    | 1L*  | 3L   | 15  | 1L* | 2   | 474    |
| 3   | Nolan Siegel RY        | 2L  | 2   | 13   | 8L  | 1L* | 1L* | 15  | 15  | 5    | 12   | 6    | 2   | 16  | 7   | 415    |
| 4   | Louis Foster R         | 14L | 14  | 2    | 19  | 3L  | 6   | 1L  | 7   | 6    | 17   | 2    | 1L* | 18  | 3   | 410    |
| 5   | Jacob Abel             | 3L* | 16  | 9    | 4   | 9   | 2   | 6   | 2L  | 3    | 4    | 4    | 16  | 14  | 5   | 397    |
| 6   | Danial Frost           | 1L  | 10  | 11   | 18  | 5   | 7   | 11  | 14  | 16   | 7    | 5    | 3   | 3   | 6   | 361    |
| 7   | James Roe Jr.          | 17  | 5   | 7    | 10  | 6   | 5   | 12  | 9   | 4    | 2    | 15   | 8   | 9   | 15  | 335    |
| 8   | Reece Gold R           | 8   | 17  | 16   | 1L* | 12  | 4L  | 5   | 12  | 9    | 3    | 9    | 14  | 10  | 14  | 334    |
| 9   | Ernie Francis Jr.      | 6   | 8   |      | 3   | 7   | 12  | 13  | 8   | 18   | 14   | 8    | 7   | 7   | 8   | 300    |
| 10  | Kyffin Simpson         | 10  | 18  | 3    | 13  | 17  | 8   | 2   | 16  | 15   | 5    |      | 13  | 4   | 17  | 283    |
| 11  | Christian Bogle        | 12  | 7   | 18   | 6   | 15  | 13  | 16  | 13  | 12   | 13   | 11   | 4   | 11  | 16  | 266    |
| 12  | Jamie Chadwick R       | 13  | 11  | 15   | 11  | 16  | 15  | 10  | 10  | 8    | 10   | 12   | 6   | 15  | 12  | 262    |
| 13  | Jagger Jones R         | 18  | 12  | 14   | 2   | 19  | 9   | 14  | 11  | 17   | 18   |      | 12  | 8   | 10  | 241    |
| 14  | Rasmus Lindh           | 9   |     | 8    | 12  | 14  | 18  | 7   | 3   | 7    | 15   | 14   |     |     |     | 210    |
| 15  | Josh Pierson R         | 16  |     | 17   |     |     | 11  | 9   | 6   | 10   | 8    | 10   | 17  |     |     | 173    |
| 16  | Matthew Brabham        |     |     |      |     |     |     |     | 4   | 13   |      | 7    | 9   | 5   | 4   | 159    |
| 17  | Colin Kaminsky R       | 11  | 6   | 12   | 16  | 8   | 10  |     |     |      | 11   | 13   |     |     |     | 159    |
| 18  | Enaam Ahmed R          | 19  | 4   | 10   | 5   | 10  | 17  | 8   |     |      |      |      |     |     |     | 150    |
| 19  | Matteo Nannini R       | 15  | 15  | 1L*  | 14  | 11  | 16  | 17  |     |      |      |      |     |     |     | 146    |
| 20  | Josh Green R           | 7   | 9   | 6    | 15  | 18  | 14  |     |     |      |      |      |     |     |     | 119    |
| 21  | Victor Franzoni        |     |     |      |     |     |     |     |     | 14   | 19   |      | 11  | 6   | 13  | 91     |
| 22  | Yuven Sundaramoorthy R |     |     |      |     |     |     |     |     | 11   |      |      | 10  | 13  | 9   | 77     |
| 23  | Toby Sowery            |     | 3   |      | 17  | 13  |     |     |     |      |      |      |     |     |     | 65     |
| 24  | Francesco Pizzi R      |     |     |      |     |     |     |     |     | 19   | 16   |      |     | 12  | 18  | 55     |
| 25  | Kiko Porto R           |     |     |      |     |     |     |     |     |      | 9    |      |     | 17  | 11  | 54     |
| Pos | Pilotes                | STP | ALA | IMS1 | DET | DET | ROA | MOH | IOW | NSH  | IMS2 | GAT  | POR | LAG | LAG | Points |

| Color      | Result                      |
| ---------- | --------------------------- |
| Or         | Vainqueur                   |
| Argent     | 2e place                    |
| Bronze     | 3e place                    |
| Vert       | 4e & 5e place               |
| Bleu ciel  | 6e–10e place                |
| Bleu foncé | En dehors du top 10         |
| Violet     | N'a pas fini                |
| Rouge      | Ne s'est pas qualifié (DNQ) |
| Brun       | Withdrawn (Wth)             |
| Noir       | Disqualifié (DSQ)           |
| Blanc      | N'est pas parti (DNS)       |
| Vide       | N'a pas participé (DNP)     |
| Vide       | Non concouru                |

| In-line notation |                                             |
| Gras             | Pole position (1 point)                     |
| Italique         | Tour le plus rapide                         |
| L                | A mené un tour (1 point)                    |
| *                | A mené le plus de tours(2 points)           |
| 1                | Qualifying cancelled no bonus point awarded |
| R                | Rookie                                      |
| RY               | Rookie de l'année                           |

| Color      | Result                      |
| ---------- | --------------------------- |
| Or         | Vainqueur                   |
| Argent     | 2e place                    |
| Bronze     | 3e place                    |
| Vert       | 4e & 5e place               |
| Bleu ciel  | 6e–10e place                |
| Bleu foncé | En dehors du top 10         |
| Violet     | N'a pas fini                |
| Rouge      | Ne s'est pas qualifié (DNQ) |
| Brun       | Withdrawn (Wth)             |
| Noir       | Disqualifié (DSQ)           |
| Blanc      | N'est pas parti (DNS)       |
| Vide       | N'a pas participé (DNP)     |
| Vide       | Non concouru                |

| In-line notation |                                             |
| Gras             | Pole position (1 point)                     |
| Italique         | Tour le plus rapide                         |
| L                | A mené un tour (1 point)                    |
| *                | A mené le plus de tours(2 points)           |
| 1                | Qualifying cancelled no bonus point awarded |
| R                | Rookie                                      |
| RY               | Rookie de l'année                           |

### Championnat constructeur
Système de points
| Position | 1st | 2nd | 3rd | 4th | 5th | 6th | 7th | 8th | 9th | 10th+ |
| Points   | 22  | 18  | 15  | 12  | 10  | 8   | 6   | 4   | 2   | 1     |

- Les équipes avec une seule voiture ont reçu 3 points bonus pour équilibrer la compétition avec les équipes alignant plusieurs voitures.
- Seuls les deux meilleurs résultats ont été pris en compte pour les équipes présentant plus de deux voitures.

| Pos | Ecuries                                | STP | ALA | IMS1 | DET | DET | ROA | MOH | IOW | NSH | IMS2 | GAT | POR | LAG | LAG | Points |
| --- | -------------------------------------- | --- | --- | ---- | --- | --- | --- | --- | --- | --- | ---- | --- | --- | --- | --- | ------ |
| 1   | HMD Motorsports with Dale Coyne Racing | 1   | 1   | 5    | 1   | 1   | 1   | 3   | 1   | 1   | 3    | 1   | 2   | 2   | 1   | 433    |
| 1   | HMD Motorsports with Dale Coyne Racing | 2   | 2   | 6    | 6   | 2   | 4   | 5   | 10  | 5   | 6    | 5   | 3   | 3   | 6   | 433    |
| 2   | Andretti Autosport                     | 4   | 5   | 2    | 7   | 3   | 3   | 1   | 5   | 2   | 1    | 2   | 1   | 1   | 2   | 364    |
| 2   | Andretti Autosport                     | 9   | 8   | 4    | 8   | 4   | 5   | 4   | 7   | 4   | 2    | 3   | 4   | 9   | 3   | 364    |
| 3   | Abel Motorsports                       | 3   | 6   | 8    | 4   | 6   | 2   | 6   | 2   | 3   | 4    | 4   | 7   | 10  | 5   | 184    |
| 3   | Abel Motorsports                       | 8   | 11  | 10   | 12  | 7   | 8   |     |     | 8   | 9    | 9   | 11  | 11  | 8   | 184    |
| 4   | Juncos Hollinger Racing                | 6   | 10  | 1    | 9   | 9   | 11  | 7   | 3   | 6   | 11   | 6   | 6   | 5   | 4   | 144    |
| 4   | Juncos Hollinger Racing                | 10  | 12  | 7    | 11  | 11  | 13  | 12  | 4   | 10  | 13   | 10  | 8   | 6   | 11  | 144    |
| 5   | HMD Motorsports                        | 7   | 3   | 3    | 10  | 10  | 6   | 2   | 6   | 7   | 5    | 8   | 10  | 4   | 12  | 133    |
| 5   | HMD Motorsports                        | 11  | 13  | 12   | 13  | 12  | 9   | 9   | 11  | 11  | 7    |     | 12  |     |     | 133    |
| 6   | HMD Motorsports with Force Indy        | 5   | 7   |      | 3   | 5   | 10  | 10  | 8   | 13  | 10   | 7   | 5   | 7   | 7   | 113    |
| 7   | Cape Motorsports                       | 12  | 4   | 9    | 2   | 8   | 7   | 8   | 9   | 9   | 8    |     | 9   | 8   | 9   | 90     |
| 7   | Cape Motorsports                       | 13  | 9   | 11   | 5   | 13  | 12  | 11  |     | 12  | 12   |     |     | 12  | 10  | 90     |
| Pos | Ecuries                                | STP | ALA | IMS1 | DET | DET | ROA | MOH | IOW | NSH | IMS2 | GAT | POR | LAG | LAG | Points |